# 恵那市立串原中学校
恵那市立串原中学校（えなしりつ くしはらちゅうがっこう）とは、岐阜県恵那市にある公立中学校。

## 沿革
- 串原中学校は1970年に相走地区の存在した串原中学校と本郷地区に存在した本郷中学校を統合して新設された中学校である。本郷中学校も1947年から1948年まで串原中学校と称したため、1947年から1948年の串原中学校を串原中学校〈初代〉、1948年から1970年までの串原中学校を串原中学校〈2代目〉として記述する。
- 1948年から1979年は串原小学校と串原中学校は併設され、串原小中学校とも称していた。1948年から1969年までの串原小中学校〈初代〉は串原小学校〈旧〉と串原中学校〈2代目〉の併設校、1969年から1970年の串原小中学校〈2代目〉は串原小学校と串原中学校〈2代目〉の併設校、1970年から1979年の串原小中学校〈3代目〉は、現在の串原小学校と串原中学校の併設校であった。

### 年表
- 1947年（昭和22年）4月 - 串原小学校〈旧〉[注釈 1]に併設して串原中学校〈初代〉相走分校を設置。
- 1948年（昭和23年）
  - 4月 - 相走分校が独立し、串原第二中学校となる。
  - 6月 - 串原中学校〈2代目〉に改称する。串原小学校〈旧〉と併設し、串原小中学校〈初代〉とも称する。
- 1969年（昭和44年）4月 - 本郷小学校と串原小学校〈旧〉が統合し、新たに串原村立串原小学校として開校。串原中学校〈2代目〉は串原小学校串原分教室（串原小学校〈旧〉の校舎を使用）に併設され、串原小中学校〈2代目〉とも称した。
- 1970年（昭和45年）4月 - 本郷中学校と串原中学校〈2代目〉を統合し、新たに串原村立串原中学校として開校する。串原小学校と併設し、串原小中学校〈3代目〉とも称する。串原中学校〈2代目〉を串原分教室、本郷中学校を本郷分教室とする。
- 1971年（昭和46年）4月 - 現在地に新校舎が完成。串原分教場、本郷分教場を廃止。
- 1979年（昭和54年）4月 - 串原小学校との併設を解消し、単独校となる。
- 2004年（平成16年）10月25日 - 恵那市、岩村町、山岡町、明智町、上矢作町、串原村が合併し、恵那市となる。同時に恵那市立串原中学校に改称する。
- 2009年（平成21年） - 串原中学校の校長が串原小学校と兼務。小規模校小中一貫教育を開始。

## 通学区域[1]
- 串原

## 進学前小学校
- 串原小学校

## 中学校再編計画
- 恵那市南部（2004年に合併した岩村地区、山岡地区、明智地区、上矢作地区、串原地区）の中学校（岩邑中学校、山岡中学校、明智中学校、上矢作中学校、串原中学校）を統合再編し、恵那市立恵那南中学校となる計画である。統合中学校は山岡中学校の校舎を改築し、2026年度の開校を計画している[2] 。

## その他
- 相走地区に存在した串原小中学校〈初代〉（串原小学校〈旧〉・串原中学校〈2代目〉）は、現在の恵那市串原1149に存在した。校舎、体育館、プールなどの施設は現存し、奥矢作レクリエーションセンターとして使用されている[3][4]。